# Empire Records (film)
Empire Records è un film del 1995 diretto da Allan Moyle.

## Trama
Delaware. I giovani dipendenti di un negozio di dischi cercano di salvare il loro posto di lavoro, che è a rischio. Il proprietario Joe infatti sta per chiudere l'attività, quando ai ragazzi viene un'idea: organizzare una festa tra gli abitanti del quartiere per raccogliere denaro.